# Поведа, Хосе Мануэль
Хосе Мануэль Поведа (исп. José Manuel Poveda; 23 или 25 февраля 1888, Сантьяго-де-Куба —
2 января 1926, Мансанильо (Куба)) — кубинский поэт-модернист, журналист, редактор, переводчик и юрист первой половины XX века. Представитель, так называемого, первого республиканского поколения в кубинской литературе. Один из пионеров «кубинского негризма».

## Биография
С 1904 года жил в Гаване. Занимался журналистикой, сотрудничал с El Progreso, Urbi et Orbe (Гавана) и La Liga (Сантьяго-де-Куба), был корреспондентом El Moderado и La Opinion (Сьенфуэгос). Редактировал «Ciencias y Letras». В 1906 году издавал сатирический еженедельник El Gorro Frigio. В том же году был главным редактором журнала Oriente. Год спустя — главный редактор Revista de Santiago, сотрудничал с другими изданиями Кубы и Америки.
В Гаване в 1912 году основал Литературное общество, в котором выступал с лекциями. Два года спустя был инициатором создания Национальной группы содействия развитию в области искусства, занимался популяризацией культуры на Кубе.
В 1921 году окончил юридический факультет Гаванского университета, получил степень доктора гражданского права. В том же году основал свою юридическую фирму. С середины 1923 года полностью посвятил себя юриспруденции. Работал заместителем судьи в Мансанильо.

## Творчество
Дебютировал как поэт в 1902 году.
Поэзии Поведы, проникнутой глубоким разочарованием в кубинской действительности, присущи модернистские черты (сборник «Стихи-предвестники», 1917). Сборник, в который вошла его лучшая поэма «Солнце смиренного», был первой наиболее значимой работой поэта и ознаменовал решающий момент обновления в кубинской поэзии.
В отличие от большинства других поэтов своего поколения отдавал предпочтение городской тематике. Считается также одним из предшественников негристской поэзии на Кубе (стихотворение «Крик предков»). В 1948 году отдельной книгой опубликованы статьи Поведы «Вступительное слово к дружескому застолью».
Занимался переводами с французского стихов, в том числе Анри де Ренье, Альбрехта Роденбаха, Аугусто де Армаса и др.
Использовал псевдонимы Мирвал де Этеокл, Филиан де Монтальвер, Дарио Ното, Рауль де Нангис, Фабио Стабия и Алма Рубенс.